# Didyr (Burkina Faso)
Pour les articles homonymes, voir Didyr.
Cet article concerne le village chef-lieu. Pour le département et la commune rurale, voir Didyr (département).
Didyr est un village du département et la commune rurale de Didyr, situé dans la province du Sanguié et la région du Centre-Ouest au Burkina Faso.

## Géographie
Traversé par la route nationale 21, Didyr est divisé en sept quartiers : Essinedyr, Ziledyr, Paadyr, Lapio, Paadyr 2, Kouen et Doolo.

## Éducation et santé
La commune accueille un centre de santé et de promotion sociale (CSPS).